# Дынув (гмина)
Дынув (пол. Dynów) — сельская гмина (волость) в Польше, входит как административная единица в Жешувский повет, Подкарпатское воеводство. Население — 7236 человек (на 2004 год).

## Демография
| Перепись                       | Всего   | Всего | Женщины | Женщины | Мужчины | Мужчины |
| ------------------------------ | ------- | ----- | ------- | ------- | ------- | ------- |
| Единицы                        | человек | %     | человек | %       | человек | %       |
| Население                      | 7236    | 100   | 3589    | 49,6    | 3647    | 50,4    |
| Плотность населения (чел./км²) | 60,9    | 60,9  | 30,2    | 30,2    | 30,7    | 30,7    |

## Сельские округа
1. Бахуж
2. Домбрувка-Стаженьска
3. Ляскувка
4. Дылёнгова
5. Харта
6. Лубно
7. Уляница
8. Вырембы
9. Павлокома

## Соседние гмины
1. Гмина Бирча
2. Гмина Блажова
3. Гмина Дубецко
4. Дынув
5. Гмина Хыжне
6. Гмина Яворник-Польски
7. Гмина Нозджец